# 화산 가스

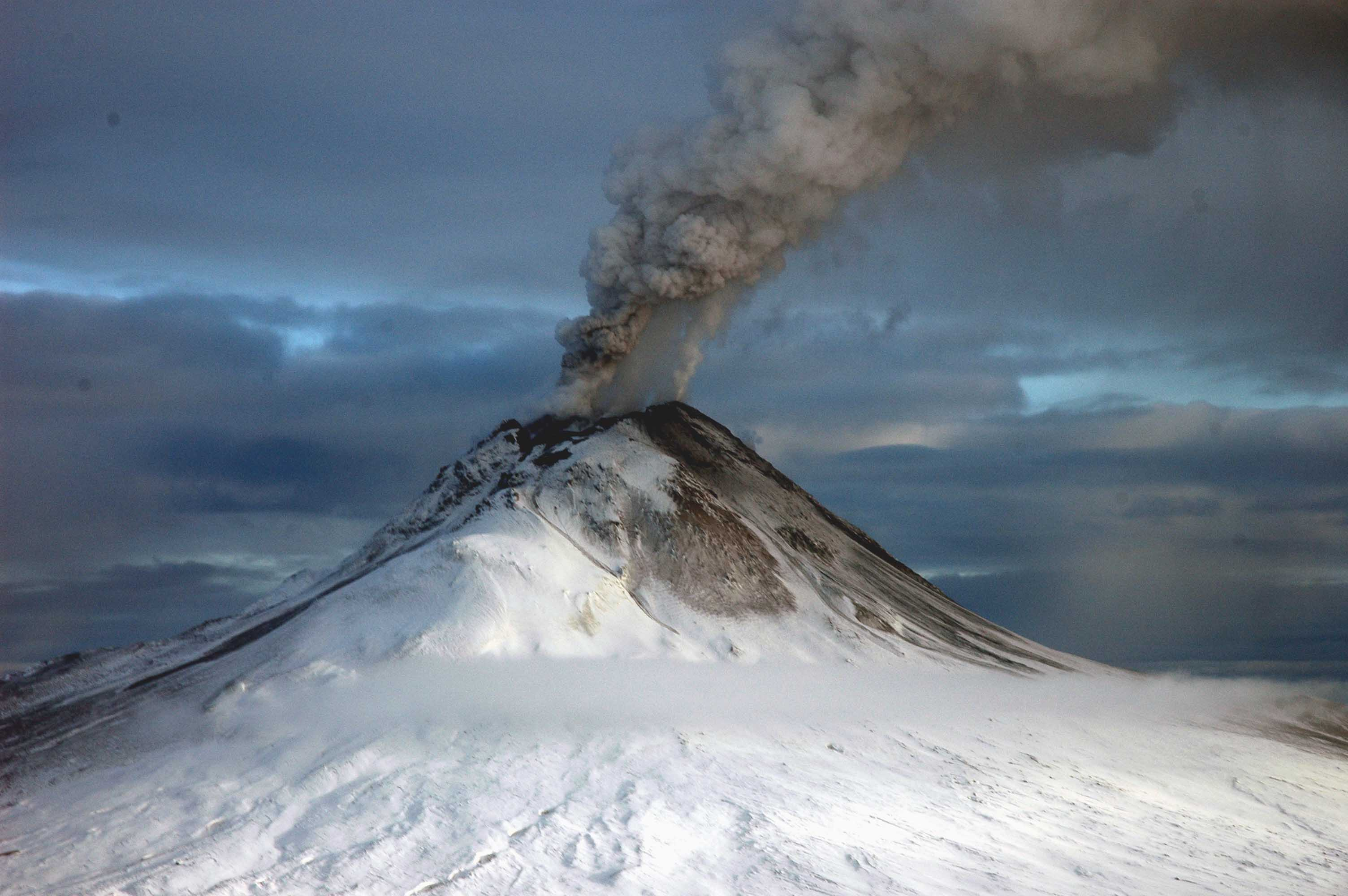
2006년 오거스틴산의 분화 모습. 화산 가스가 분출하고 있다.

화산 가스(Volcanic Gas)는 화산 활동으로 인해 발생하는 독성 기체를 말한다. 
지하의 고압 상태에서 마그마에 용해되어 있는 가스 성분(휘발성 성분)이 압력의 감소와 함께 액체의 마그마에서 분리되어 생성된 가스로, 수증기가 50~60%, 나머지는 이산화탄소, 염소, 이산화황, 황화수소, 수소, 일산화탄소, 염화수소, 불소, 메탄 등이 함유되어 있다. 
이 기체에는 호흡기에 좋지 않은 성분이 들어가 있어 아주 위험하다. 
아소 산의 경우는 평상시에 가스가 나오는데, 대량의 가스 분출이 일어날 경우 출입이 통제된다. 
니라공고 산의 경우는 용암호안에서 가스가 많이 나오는데, 실제로 대량의 가스 분출이 있는 예는 카메룬의 니오스호인데, 이 당시에 호수에서 독가스 분출이 일어나 1,700여명이 질식해 목숨을 잃은 것으로 유명하다.
활화산에서는 폭발적인 분화 활동을 하지 않을 때라도 화구나 분기공에서 화산가스가 계속 방출되고 있으며, 그 양은 실로 막대하다. 
바닷물 속의 염소이온은 화산에서 방출된 것으로 추정되며, 화산이 분화활동을 멈춘 뒤에도 화산가스의 방출은 분기지대, 황기지대 등으로 불리는 국부적인 지역에서 오랫동안 이어지는 경우가 있다.